# Wallraf-Richartzmuseet
Wallraf-Richartz-Museum & Fondation Corboud är ett tyskt konstmuseum i Köln.
Wallraf-Richartzmuseet ligger i en byggnad från 2001. Det har en stor samling måleri från medeltiden, framförallt av Kölner Malerschule, samt konst från 1500- och 1600-talen. Med Fondation Corbouds verk förfogar museet också över den största samlingen av impressionistisk och nyimpressionistisk konst i Tyskland. Museet har även en betydande samling grafik på fler än 75 000 verk från medeltiden till 1900-talet. 
Wallraf-Richartz-Museum ägs av staden Köln och grundades 1824 på basis av ett testamente från 1818 av universitetsrektorn Ferdinand Franz Wallraf (1748–1824).

## Bildgalleri, medeltida konst

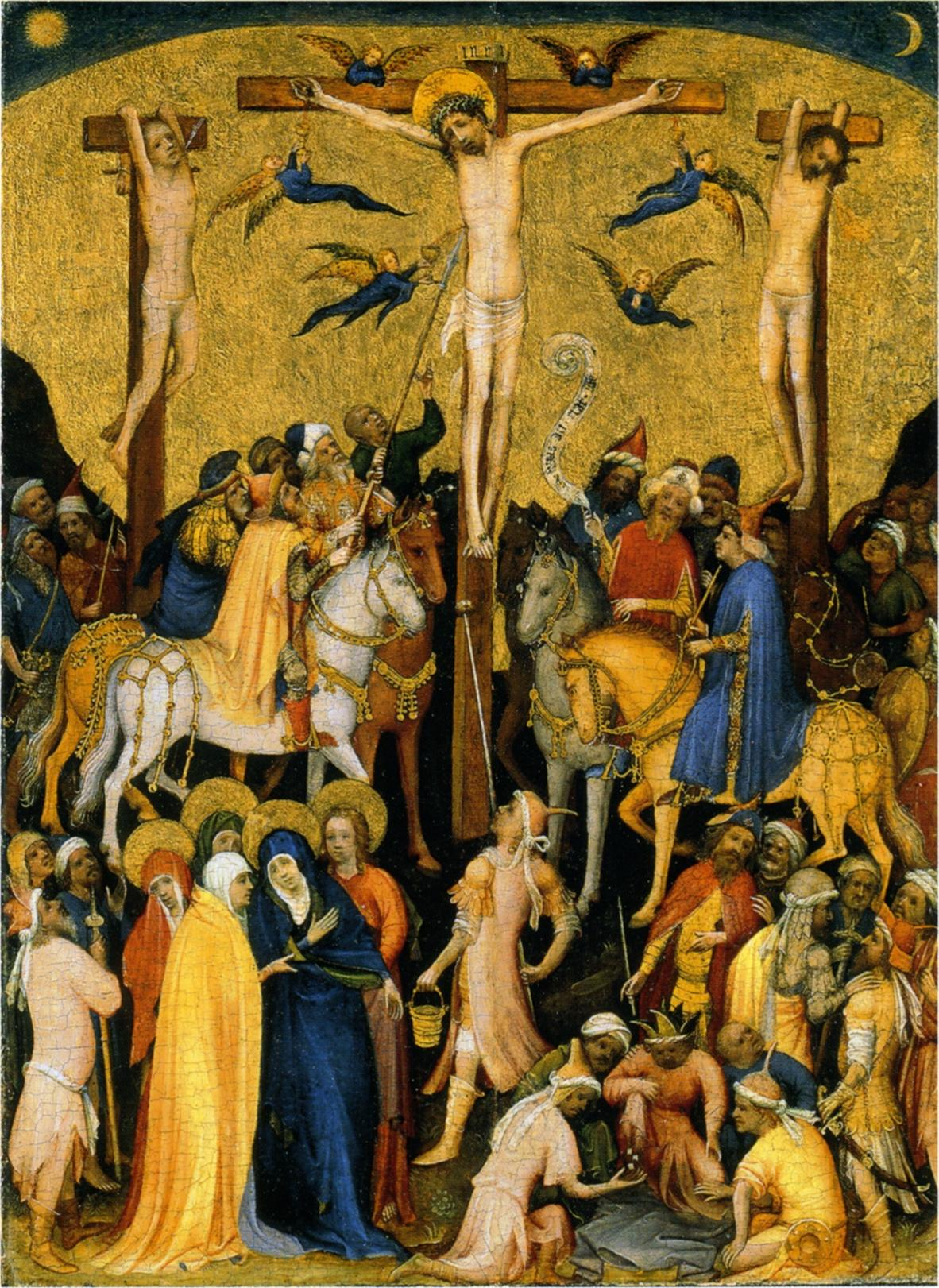
Det lilla Kalvarieberget, omkring 1400
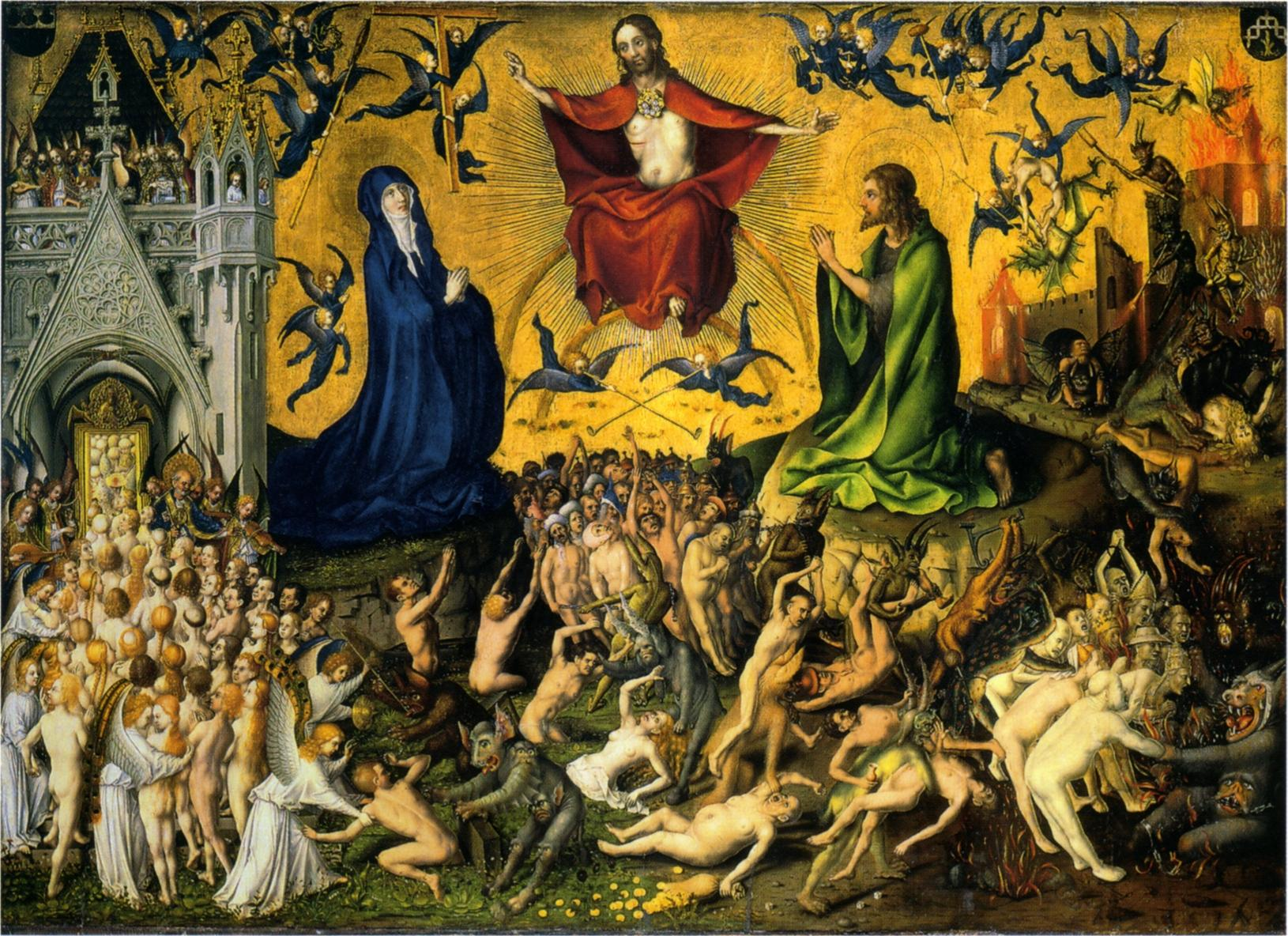
Stephan Lochner, Yttersta domen, omkring 1435
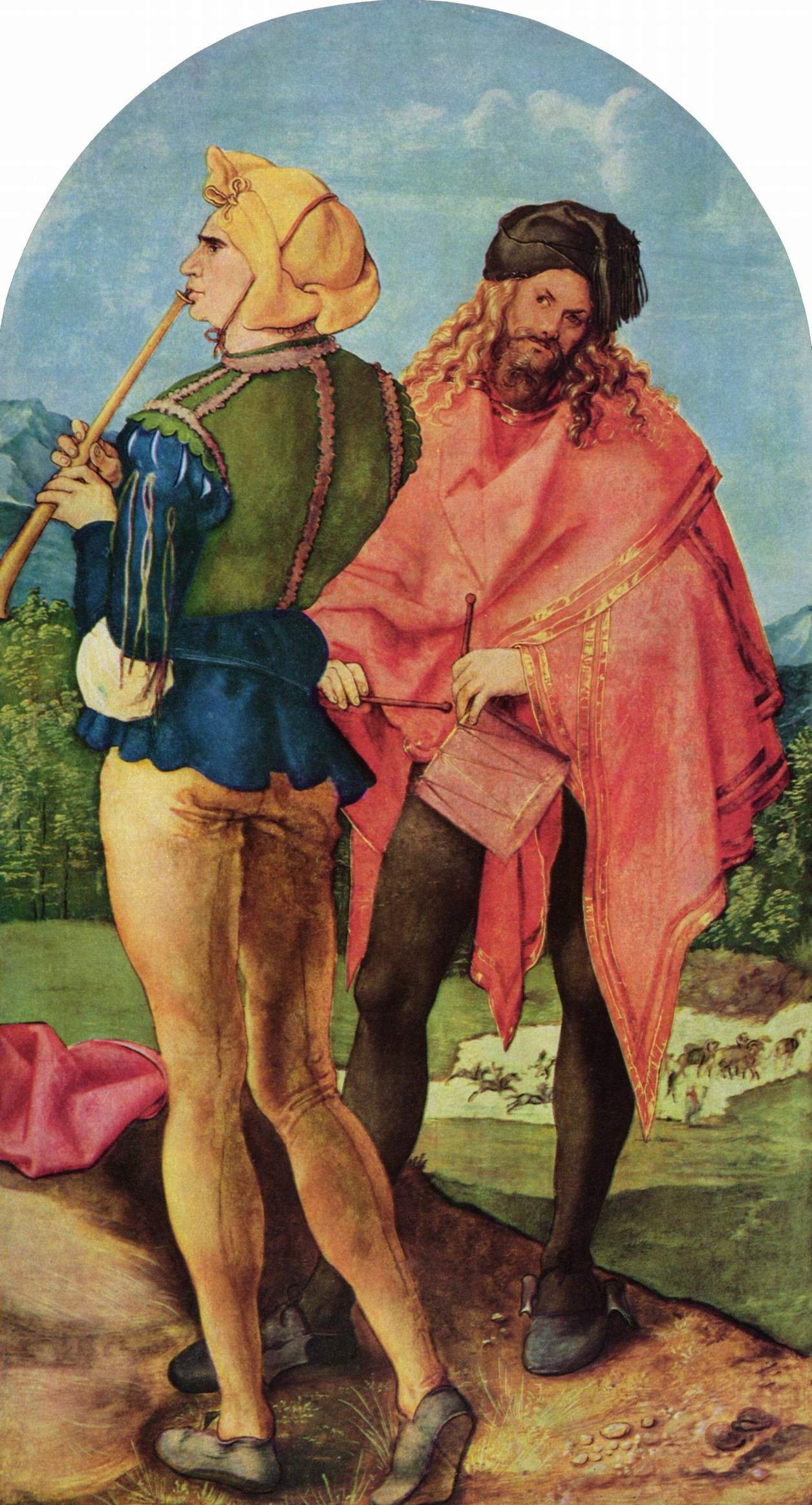
Albrecht Dürer, Pipblåsare och trumslagare. omkring 1503
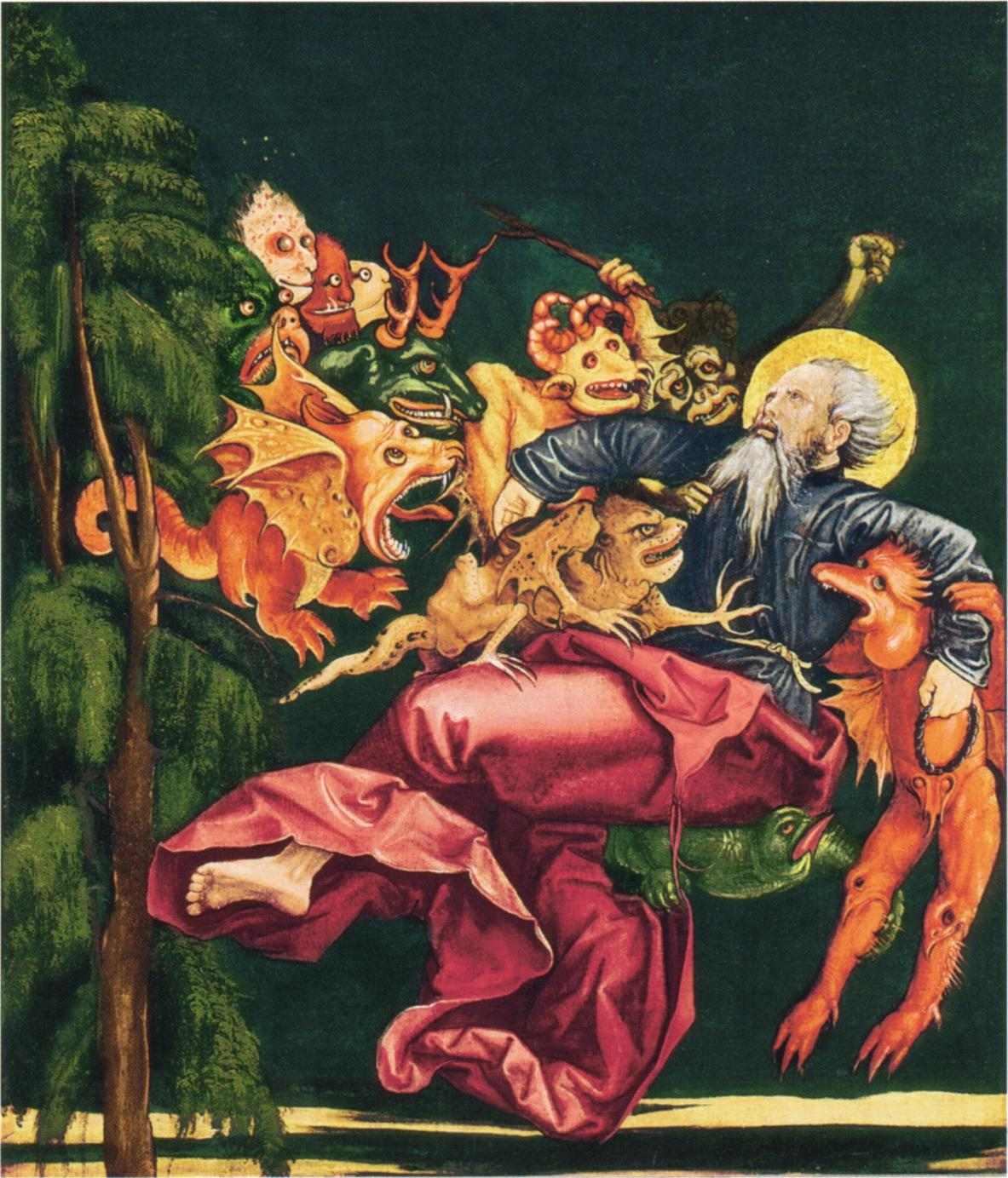
Den helige Antonius plågad av demoner, omkring 1520

## Bildgalleri, konst från 1600- och 1700-talen

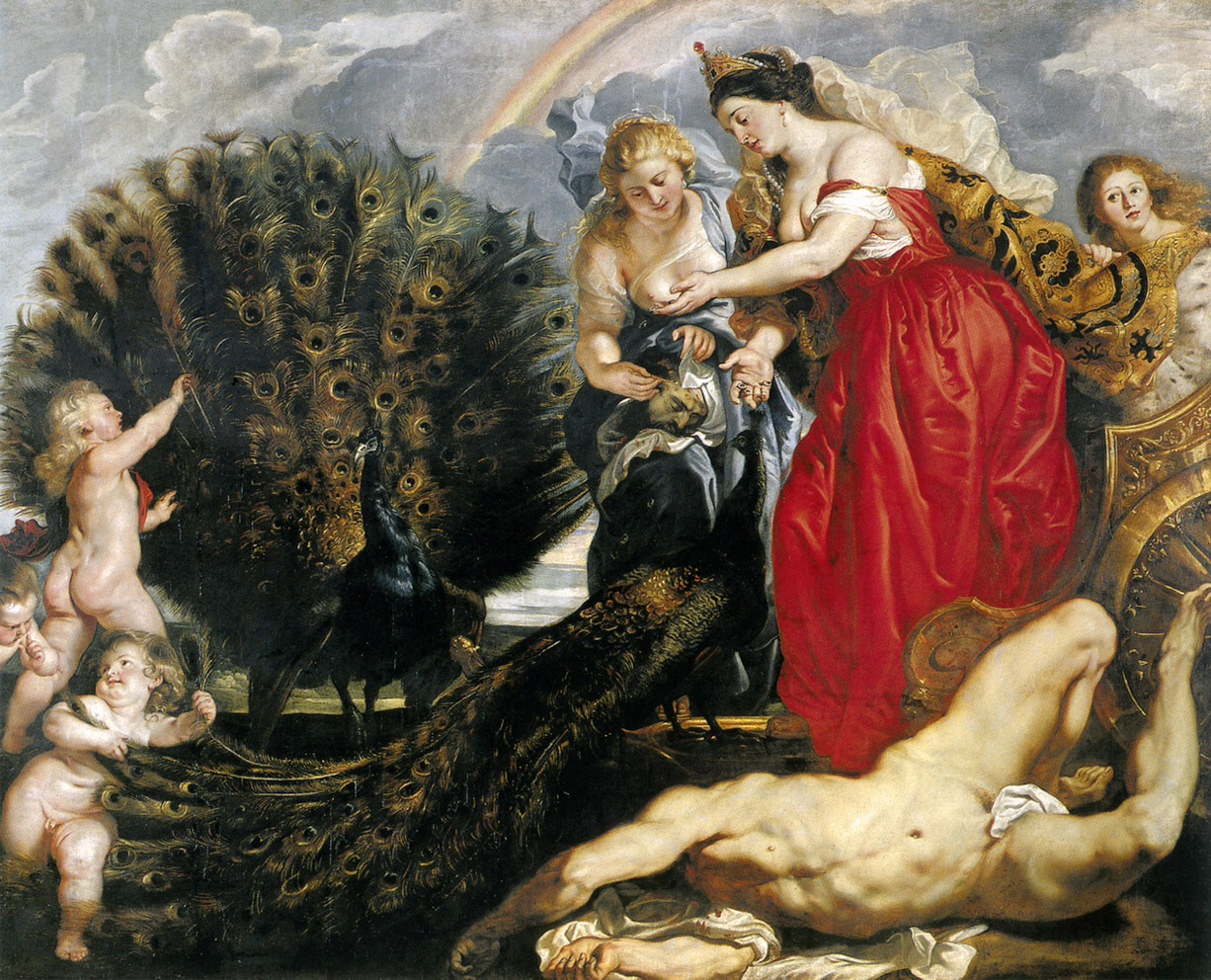
Juno och Argus av Peter Paul Rubens, omkring 1610
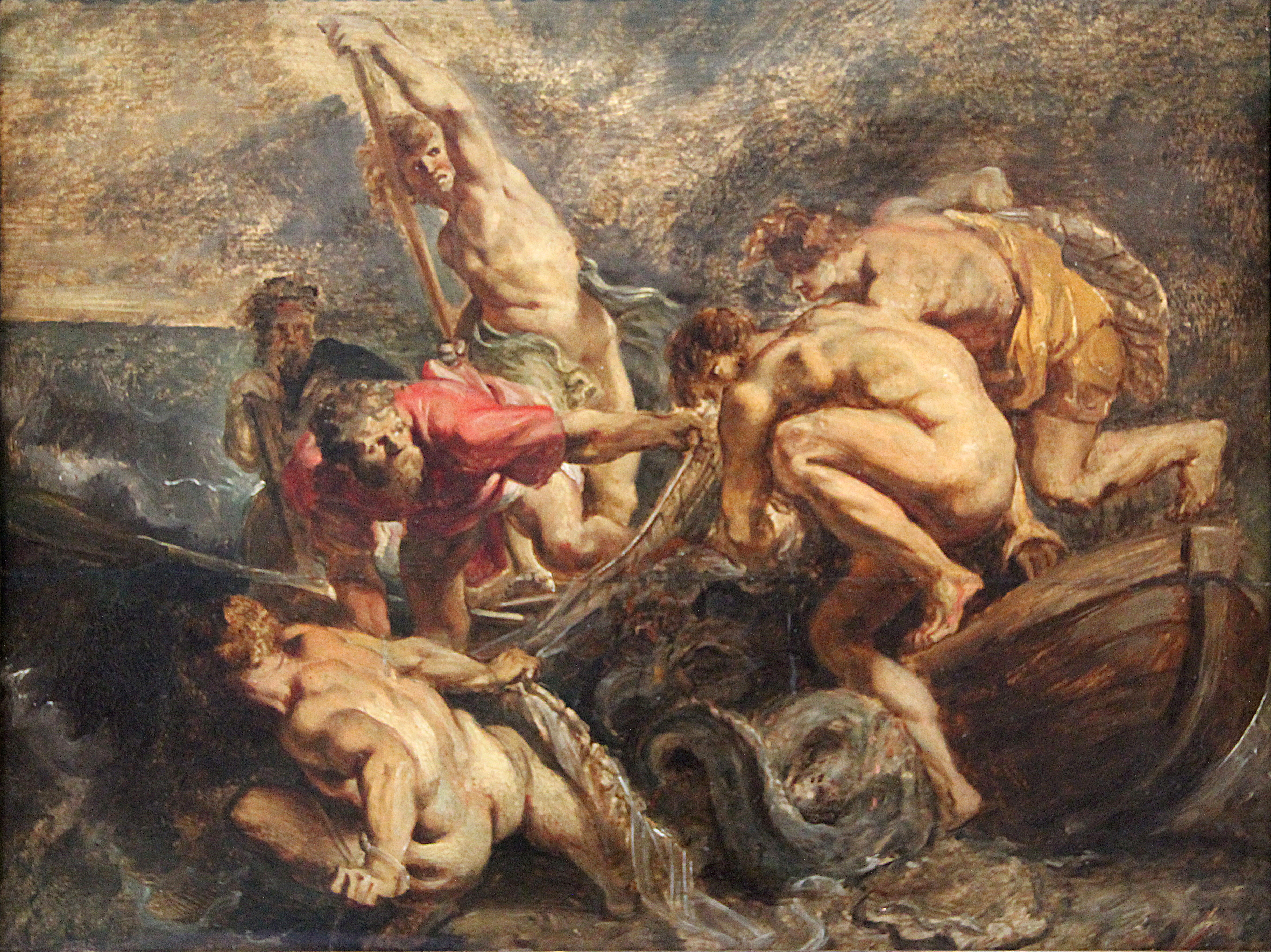
Det stora fiskafänget av Peter Paul Rubens, omkring 1610
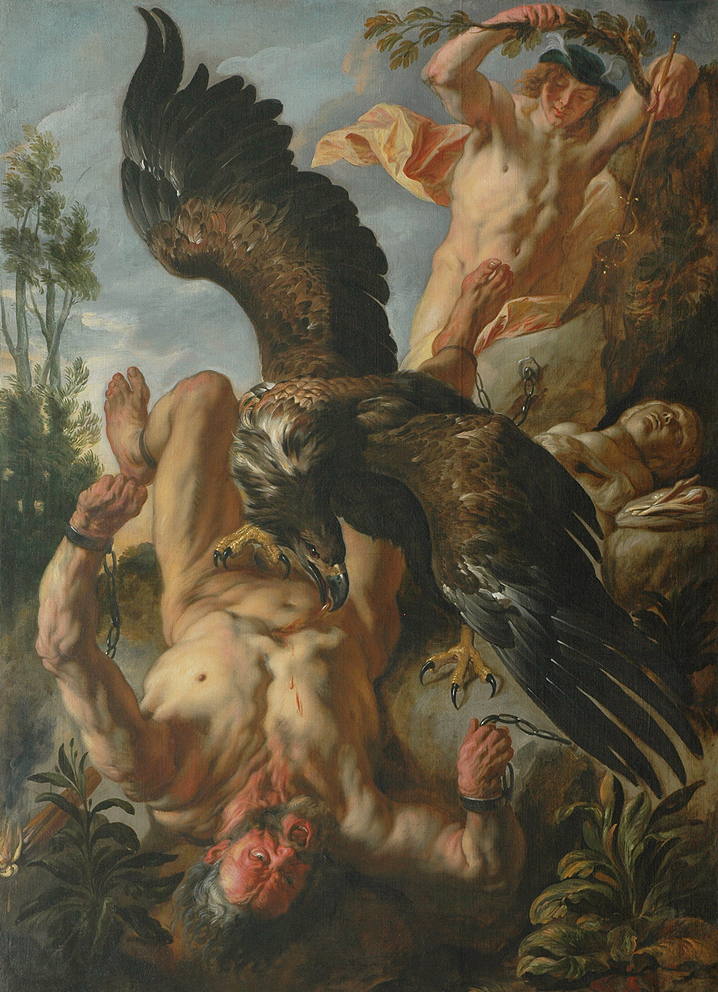
Den fängslade Prometeus av Jacob Jordaens, cirka 1640
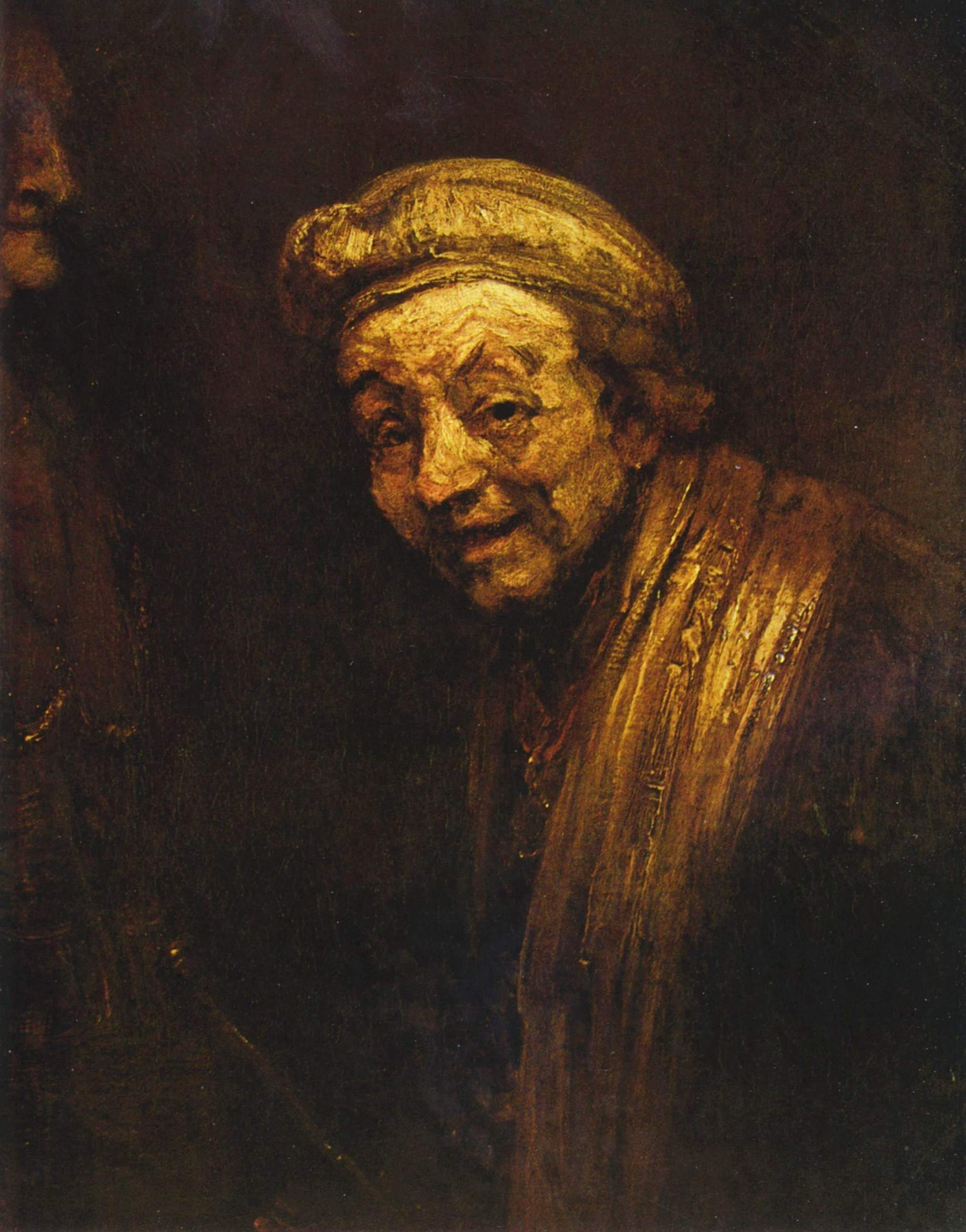
Självporträtt av Rembrandt, omkring 1668
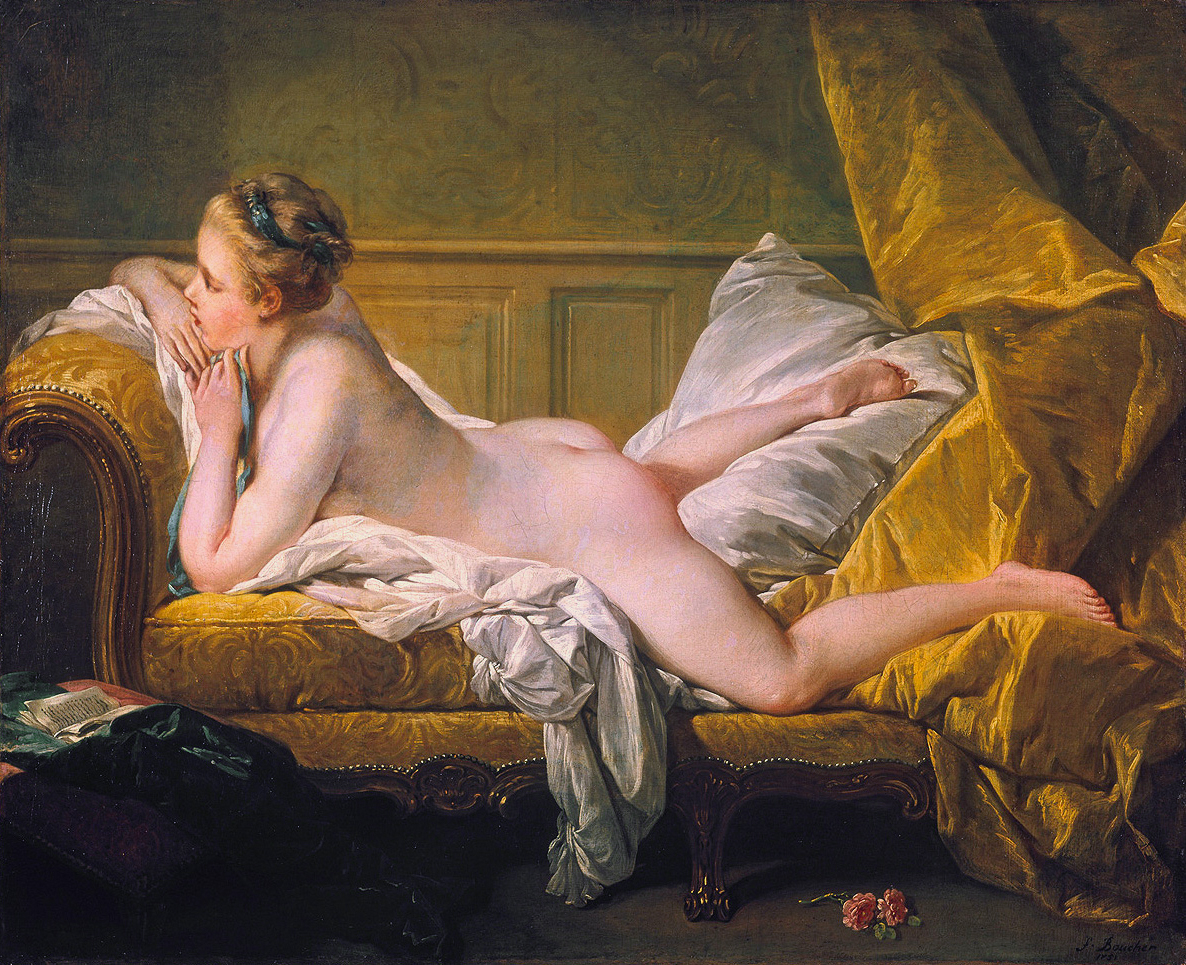
Vilande flicka, sannolikt Marie-Louise O'Murphy, av François Boucher, 1751

## Bildgalleri, konst från 1800- och 1900-talen

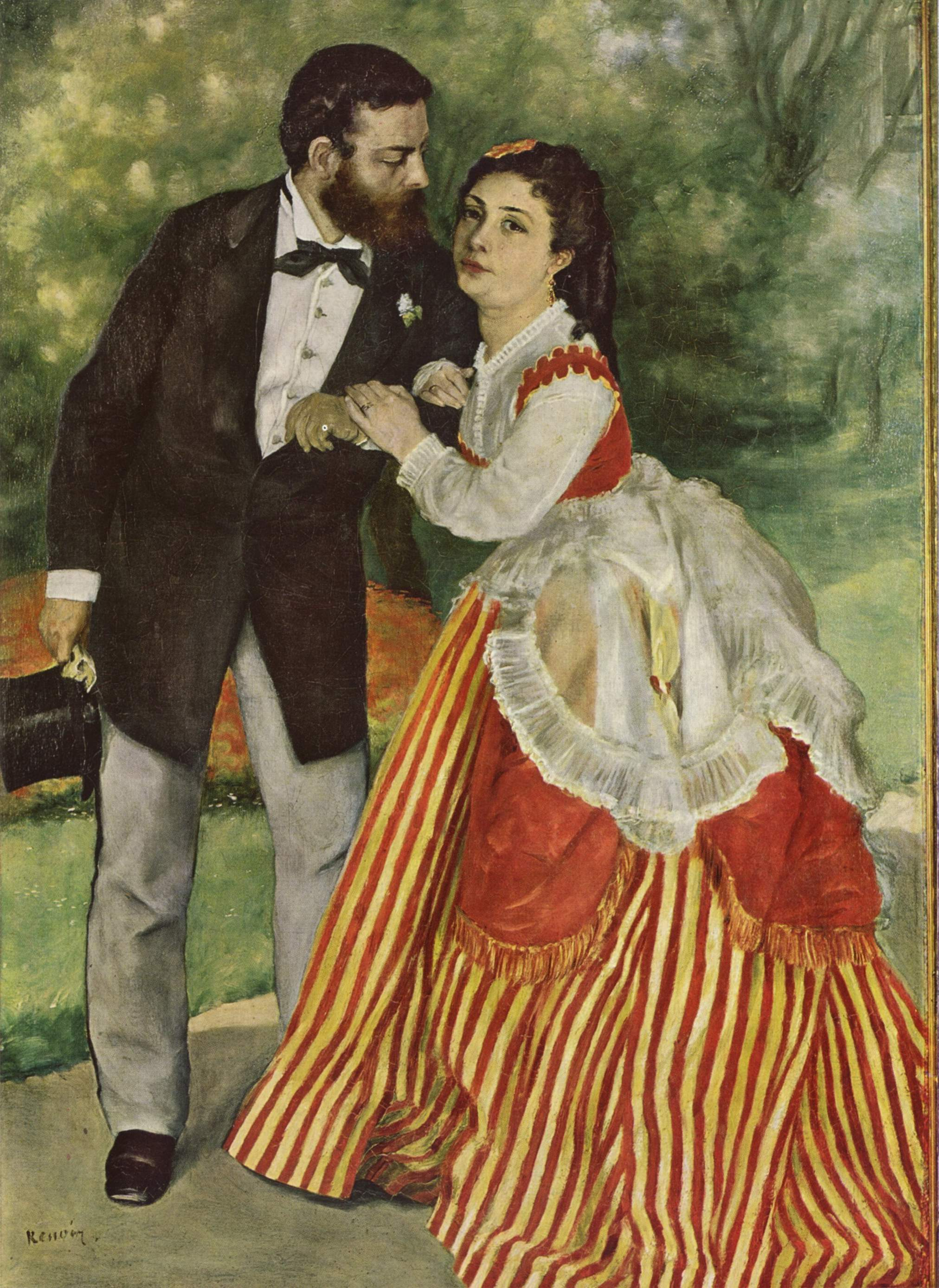
Pierre-Auguste Renoir: De förlovade, omkring 1868
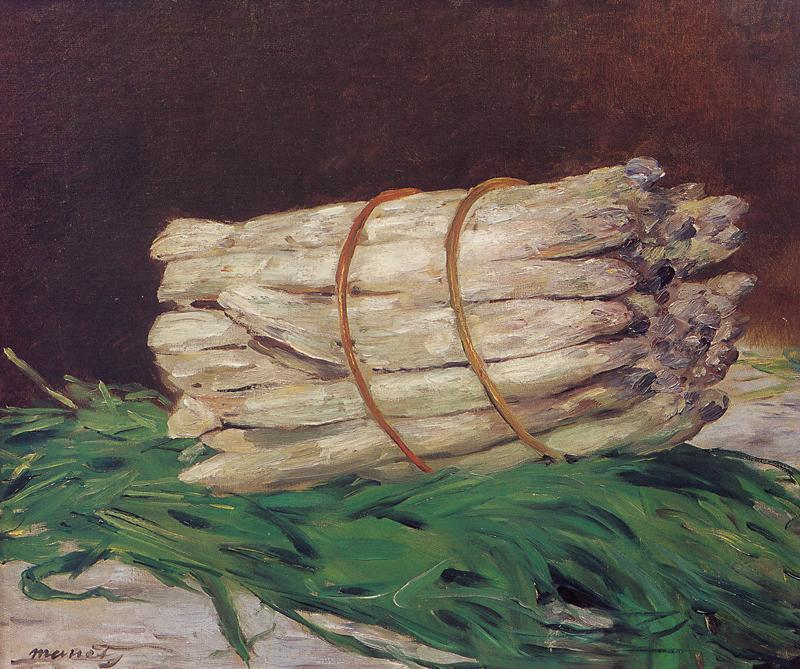
Édouard Manet: Sparrisknippet, 1880
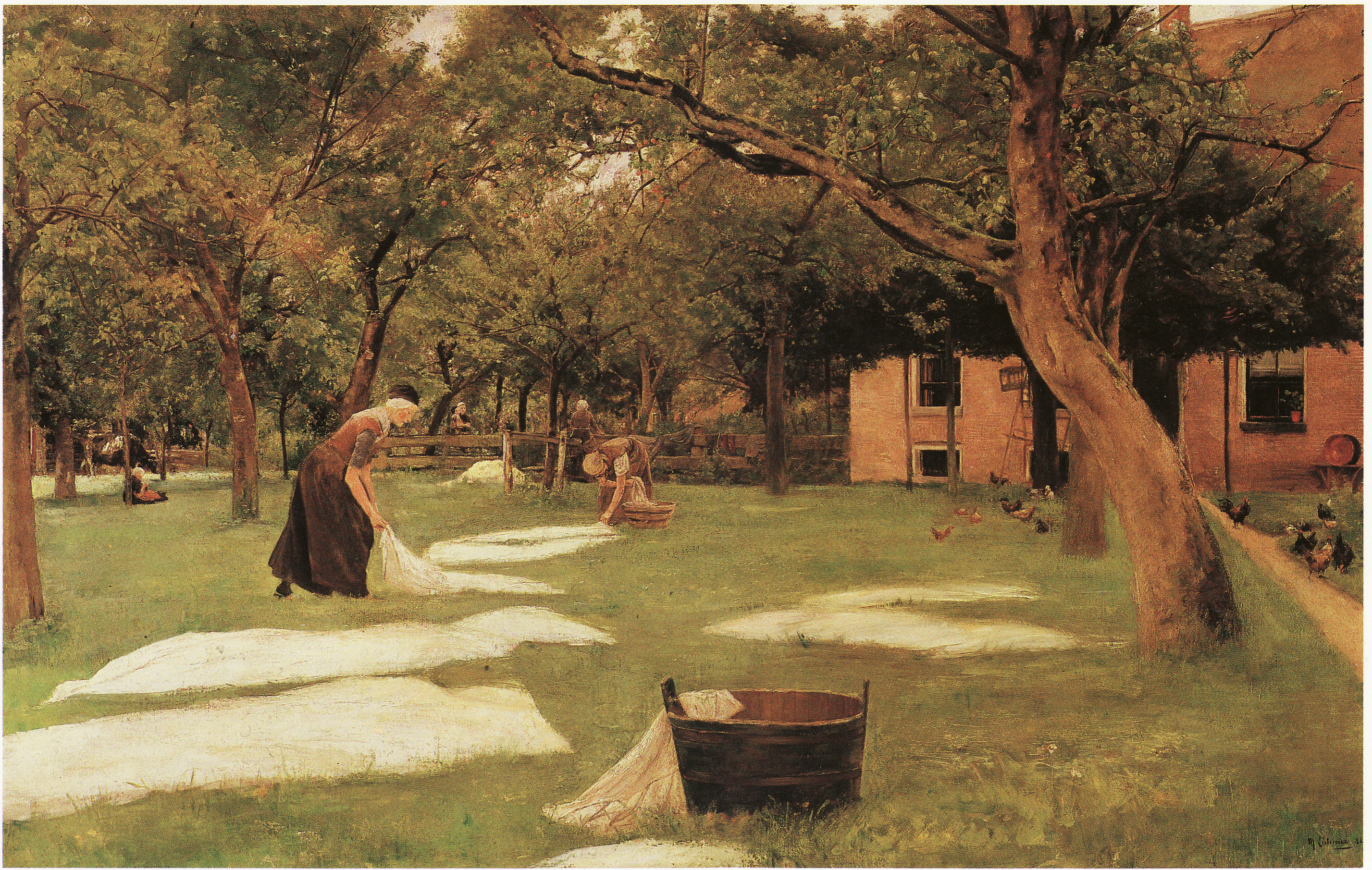
Max Liebermann: Blekningsarbetet, 1882
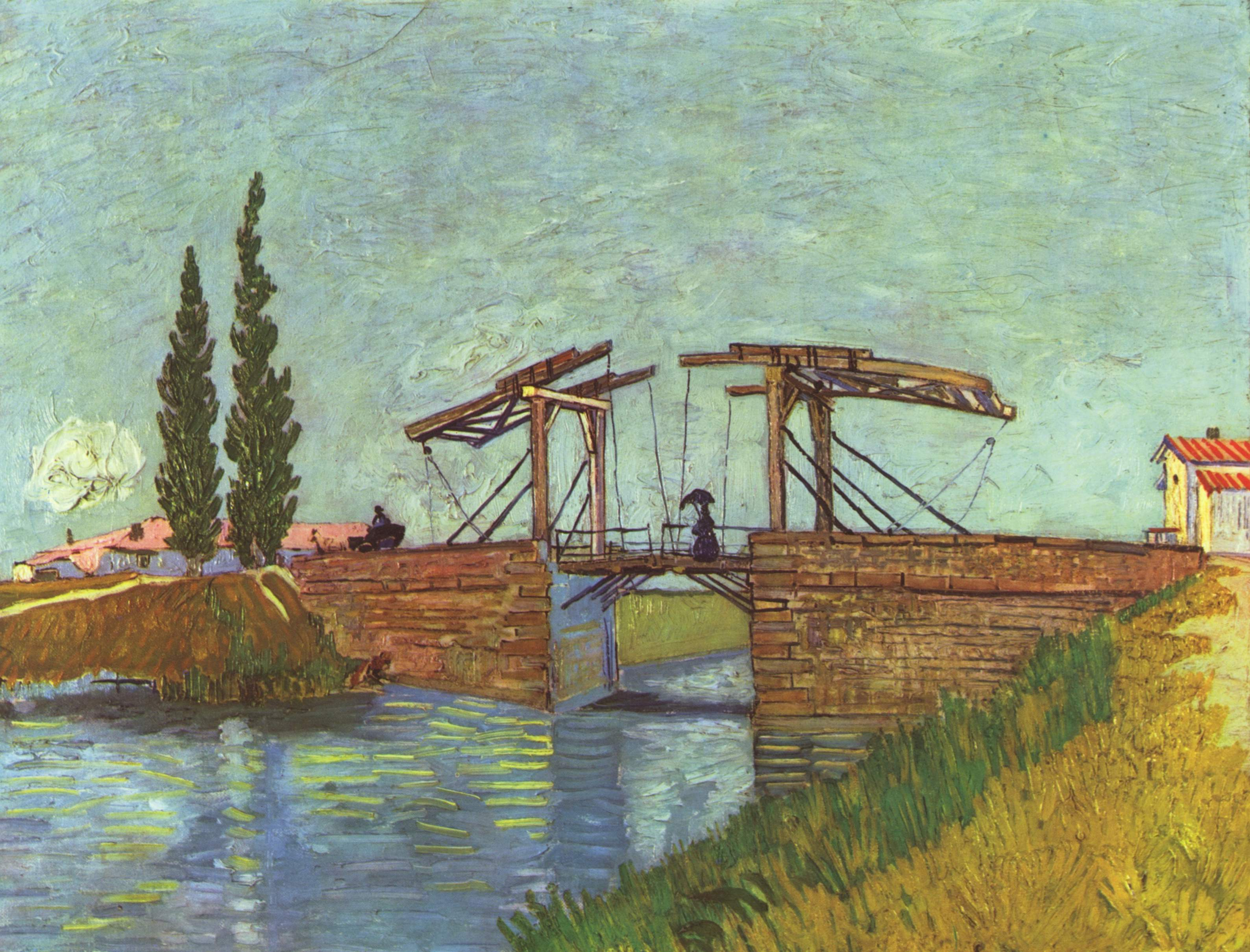
Vincent van Gogh: Bron vid Arles, 1888
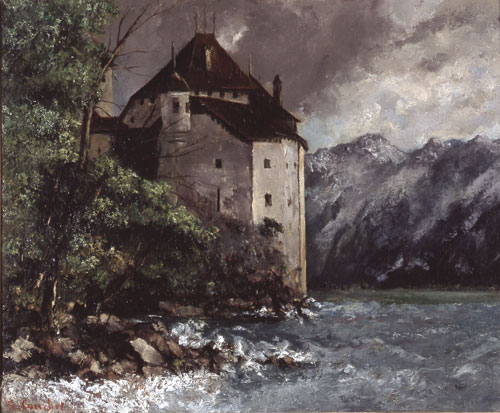
Gustave Courbet: Slottet Chillon, 1873
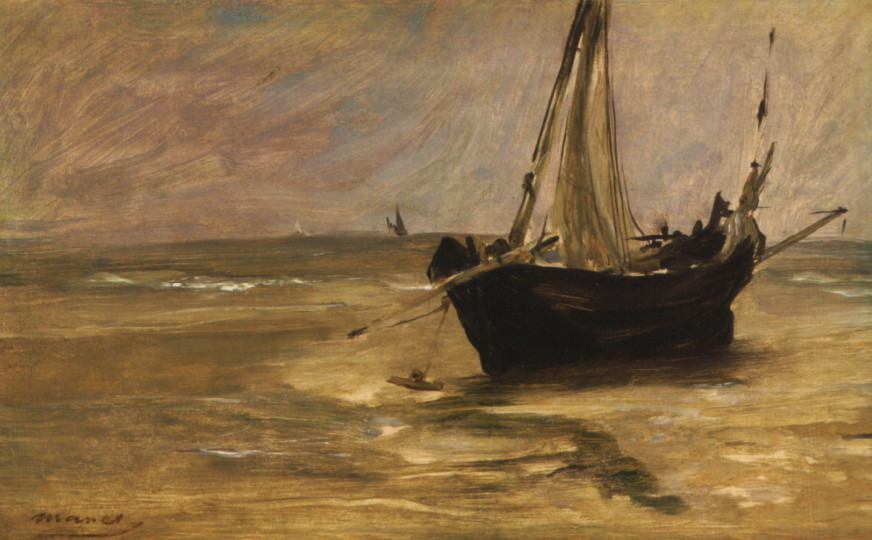
Édouard Manet: Fiskebåt på stranden vid Berck, 1873
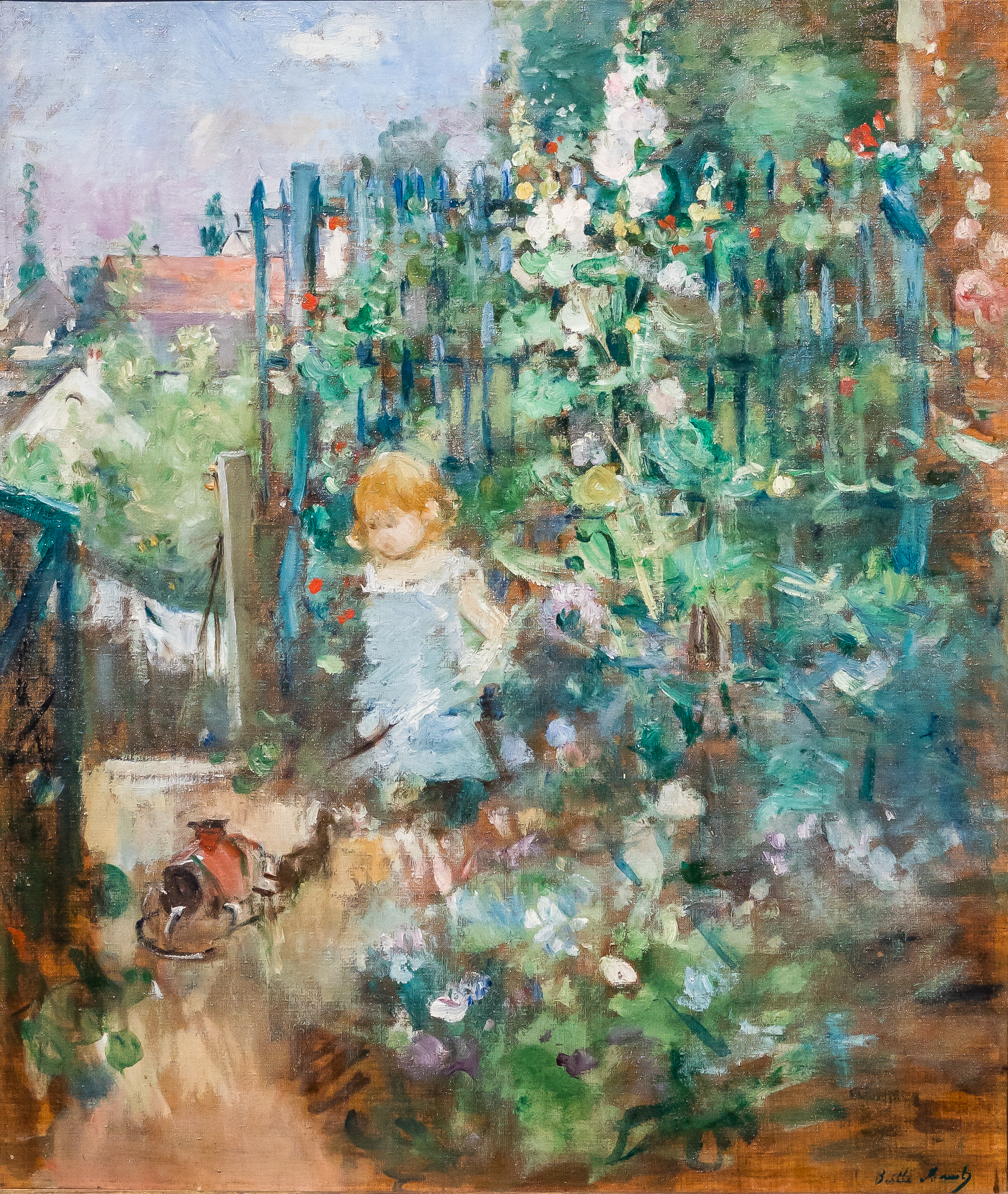
Berthe Morisot: Barn mellan stockrosor, 1881
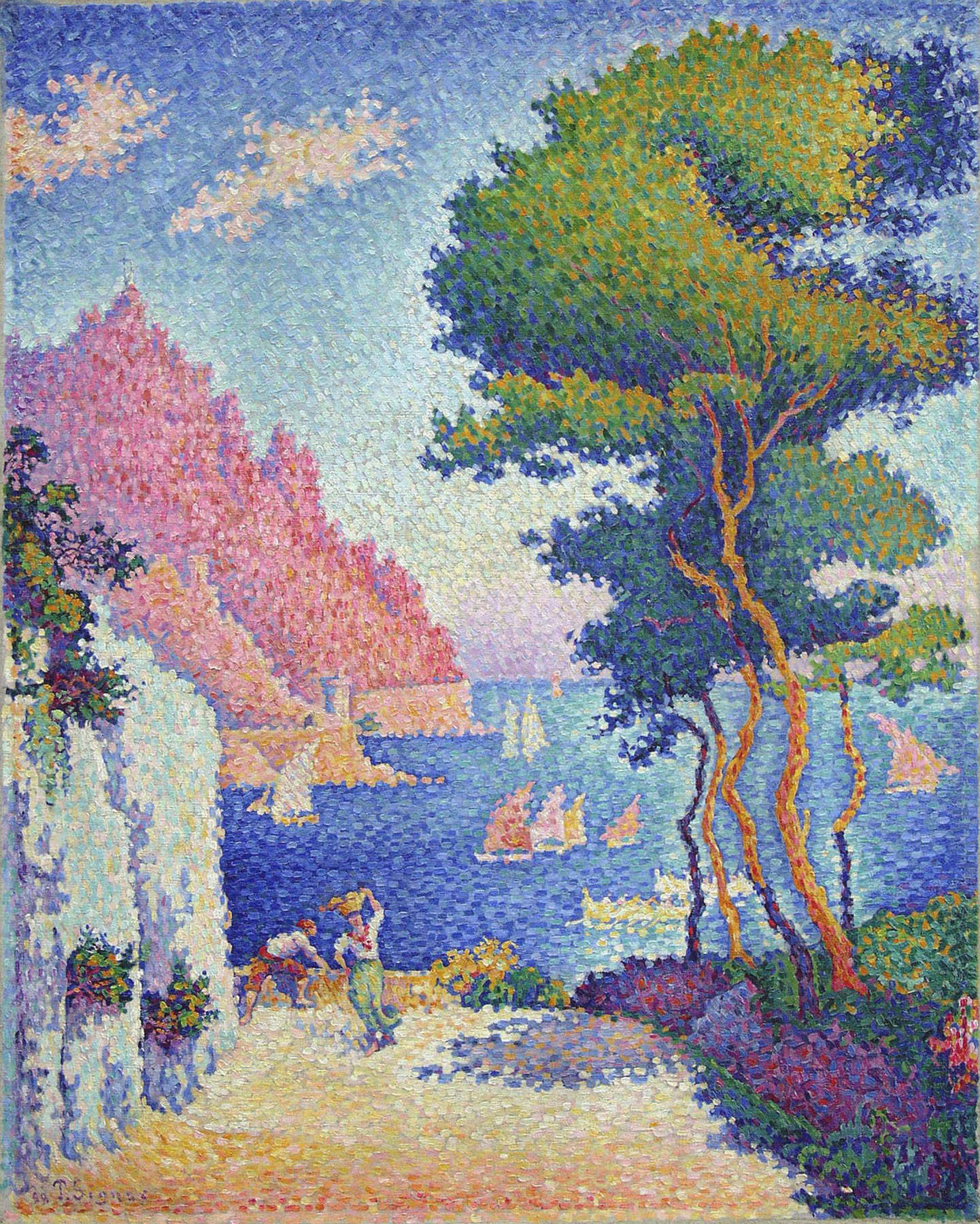
Paul Signac: Noli-udden, 1898